# ピアノソナタ第7番 (プロコフィエフ)
ピアノソナタ第7番 変ロ長調 作品83は、セルゲイ・プロコフィエフが作曲したピアノソナタ。3曲の「戦争ソナタ」のうちの1曲として有名な作品である。1943年1月18日、モスクワでスヴャトスラフ・リヒテルによって初演された。プロコフィエフが初めて初演を他のピアニストに託したピアノ作品である。

## 概要
プロコフィエフは生涯で9曲のピアノソナタを残しているが（未完成、改作、習作を除く）、第6番から第8番までの3曲の「戦争ソナタ」は、プロコフィエフのピアノソナタの中でも演奏されることの多い、円熟期の作品である。1939年から1942年にかけて作曲された第7番は、この3曲の中でもとりわけよく知られており、演奏される機会も非常に多い。特に3楽章は演奏時間が短いこと、また演奏効果も高いことからアンコールピースとして単独で演奏されることも多い。
前作の第6番とは対照的な性格を持ち、リズミカルかつ活動的。演奏時間も20分程度で、第6番が4楽章であるのに対して、7番は3楽章にまとめられた。綿密な計算のもとで作られており、和声処理も非常に高度で、一つ一つのモチーフが密接な関連を持つ。

## 構成
全3楽章。演奏時間は15分から20分ほど。
第1楽章 Allegro inquieto
ソナタ形式。リストのソナタのような前衛的な形式ではなく、古典的なソナタ形式に比較的忠実であるが、その一方でいくつかのモチーフが密接に絡み合い、緻密で複雑な構造をもつ。演奏時間は7～8分。一部を除いてほとんど無調志向であり、強烈な不協和音が曲全体にちりばめられている。テンポの速い第1主題と、Andantinoで奏される温かみのある第2主題が対照的である。最後は速度を上げて一度高揚したあと低音で静かに曲を閉じる。
第2楽章 Andante caloroso
冒頭の主題はシューマンの「リーダークライス」Op.39-9「悲しみ」に由来（プロコフィエフの伝記作家ダニエル・ジャッフェの指摘）し、その歌詞への連想から暗に体制批判が示される。活動的な1楽章とは対照的で美しい緩徐楽章である。中間部ではラフマニノフらが得意とした、鐘を模倣した部分が多い。中間部で次第に盛り上がりを増していき、最高潮に達したのちふたたび静かに鐘のように音が鳴り響く。その後冒頭の主題が回帰し、消えていくように曲は3楽章へとつながれる。
第3楽章 Precipitato
7拍子で書かれており、形式はA-B-C-B-Aの対称形になっている。演奏時間は3楽章の中でも最も短く、わずか3分半程度である。打楽器的な楽章で、演奏者には正確なリズム感が要求される。また絶え間なく左手の変ロ音が鳴り響く。クライマックスは全3楽章の中でも最も盛り上がる部分であり、猛烈な突進で曲を閉じるが、この部分が非常に演奏至難であることが云われており、難曲たる所以にもなっている。